# حماسه مجنون
حماسه مجنون فیلمی به کارگردانی جمال شورجه و نویسندگی جمال شورجه، حمید خیرالدین، مجید مولایی و فرخ نبوی محصول سال ۱۳۷۱ است.

## خلاصه داستان
پس از تصرف شهر مهران توسط نیروهای عراقی، قرار بر این می‌شود که حاج احمد امین با به راه اندازی جنگ‌های غافلگیرانه در یکی از محورهای جزایر مجنون توجه نظامیان عراقی را جلب کند. رضا، معاون حاج احمد، که از نقشه بی اطلاع است، به دلیل حضور وسیع نیروهای عراقی با حاج احمد و نیروهای تبلیغاتی درگیر می‌شود. پس از حملهٔ نظامیان عراقی و کشته و مجروح شدن عده ای از رزمندگان، رضا به نشانهٔ اعتراض به فرماندهی حاج احمد به مقر فرماندهی می‌رود. یک نظامی عراقی طرفدار جمهوری اسلامی خود را به حاج احمد می‌رساند و از حملهٔ قریب‌الوقوع عراقی‌ها خبر می‌دهد. رضا در مقر فرماندهی خبر آزادسازی مهران را می‌شنود و دلیل فعالیت تبلیغاتی و جنگ‌های روانی حاج احمد را درمی یابد. همزمان با حملهٔ نظامیان عراقی رضا با گروهی رزمنده به خط مقدم بازمی‌گردد؛ اما وقتی حاج احمد را می‌یابد که صفوف عراقی‌ها در هم شکسته شده و حاج احمد به سختی مجروح شده است.

## بازیگران
- جهانبخش سلطانی
- جعفر دهقان
- سیدجواد هاشمی
- حسن عباسی
- علی درخشی
- محمدجواد کاسه‌ساز
- احمد جواهری
- سیدمحسن خرم‌دره
- محمد گیلانی
- محمد طاهری‌آذر
- ناصر حسینی
- حمیدرضا رجایی
- سیدجلال طباطبایی
- محمود محمدطائمه
- علی بیانی
- علی صادق پور
- حمید دانشیان
- احمد سمیعی